# Justus Lipsiusgebouw

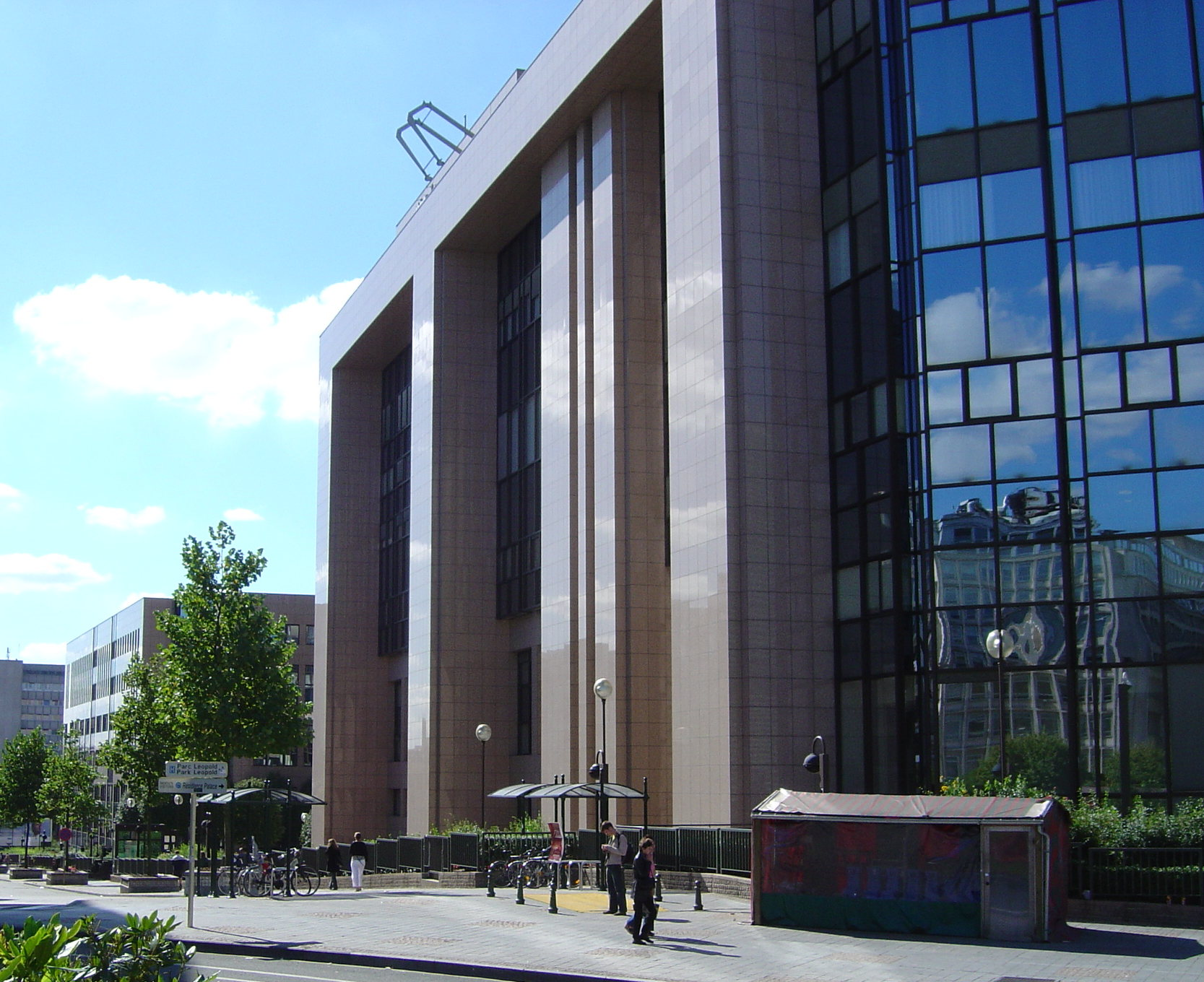
Justus Lipsiusgebouw, oostkant

Het Justus Lipsiusgebouw is het voormalige hoofdkwartier van de Raad van de Europese Unie en de Europese Raad, voor de constructie van het Europagebouw. Het ligt in het hart van de Europese wijk in Brussel, aan het Schumanplein. Aan de overkant van de Wetstraat ligt het Berlaymont, waar de Europese Commissie haar hoofdzetel heeft, en vlakbij liggen het Europagebouw, het Lexgebouw en het Karel de Grotegebouw. Verder naar het zuiden liggen dan, aan de Leopoldruimte naast het Leopoldpark, de gebouwen van het Europees Parlement. In tegenstelling tot het Europees Parlement is het bezoeken van dit gebouw beperkt. De vergaderingen worden wel uitgezonden over het internet.
Net als de meeste andere gebouwen in de Europese wijk is de architectuur van het gebouw modern van stijl.
Het gebouw werd vernoemd naar Justus Lipsius, een 16de-eeuwse Brabantse filoloog en humanist, nadat de straat die zijn naam droeg en de Belliardstraat met de Wetstraat verbond, plaats moest maken voor dit gebouw.

## Geschiedenis
Op initiatief van de Belgische regering besloot de Raad van de Europese Unie in 1985 een nieuw gebouw te laten optrekken dat beter afgesteld zou zijn op haar noden. De Belgische Regie der Gebouwen kreeg de verantwoordelijkheid van de bouw toegewezen. De eerste steen werd gelegd in 1989 op grond geschonken door de Belgische overheid, waardoor vroeger de Justus Lipsiusstraat liep. De officiële inhuldiging vond plaats op 29 mei 1995, onder Frans voorzitterschap.
Talrijke architecten, ingenieurs en ondernemingen uit verschillende lidstaten van de Europese Unie werkten mee aan deze grootschalige operatie. Het resultaat was een gebouw van 215.000 m², met 24 km lange wandelgangen, verdeeld over drie afzonderlijke maar nauw verbonden delen: de conferentiezaal, het secretariaat en de zijgebouwen.
In 2003 werd bekend dat al tijdens de bouw een zeer geavanceerd afluistersysteem was geïnstalleerd. Enkele van de opgespoorde apparaten bleken zelfs in het beton ingegoten.